# 岑特拉利內 (基輔州)
49°38′34″N 31°5′16″E / 49.64278°N 31.08778°E
岑特拉利內（烏克蘭語：Центральне）是位於烏克蘭北部的村莊，由基辅州奧布希夫區的米羅尼夫卡市鎮負責管轄。該村始建於1912年，面積6.38平方公里，海拔高度151米，2001年人口1,580，人口密度每平方公里213.5人。